# Cesta I. triedy 62
Die Cesta I. triedy 62 (slowakisch für ‚Straße 1. Ordnung 62‘), kurz I/62, ist eine Straße 1. Ordnung in der Slowakei. Sie befindet sich im Westen des Landes und verläuft von Senec über Sereď nach Šintava.

## Verlauf
Die I/62 beginnt an einer Anschlussstelle bei Senec mit der I/61 und befindet sich auf dem Donautiefland. Sie verläuft zuerst Richtung Osten bis Sládkovičovo, wo sie sich in Richtung Nordost wendet, um die Stadt Sereď zu erreichen. Etwa 5 km nach der dortigen Waagbrücke endet die Straße an einer Anschlussstelle mit der Schnellstraße R1.